# Vega de Río Palmas
Vega de Río Palmas es una localidad del municipio de Betancuria en Fuerteventura. En 2023 el lugar contaba con 171 habitantes. En esta localidad se encuentra la ermita de la Virgen de la Peña (patrona de Fuerteventura).

## Localización
Se encuentra en el barranco de Las Peñitas. En algunas zonas todavía se practica la agricultura en terrazas. Los agricultores utilizan turbinas eólicas para bombear agua subterránea a los campos rodeados de paredes de arcilla. Se benefician de que el valle, a más de 200  m sobre el nivel del mar, tiene algo más de agua subterránea que otras zonas de la isla. 

## Historia
Los orígenes de la localidad están estrechamente vinculados a la leyenda de la aparición o hallazgo de la pequeña imagen de alabastro de la Virgen de la Peña. Dado que la figura muestra elementos estilísticos franceses, se supone que los conquistadores de la isla trajeron la figura desde Normandía. Por miedo a los ataques piratas, fue escondida en el cercano barranco de Malpaso y redescubierta años más tarde por casualidad por los monjes franciscanos San Diego de Alcalá y Juan de Santorcaz.
En recuerdo del hecho se construyó en el lugar del Malpaso una capilla o ermita que aún existe. Posteriormente en torno a 1567, la talla sería trasladada al cercano valle de la Vega de Río Palmas en donde se construyó la ermita de Nuestra Señora de la Peña en 1716. En la actualidad, cada 18 de diciembre durante la celebración de la fiesta de la aparición de la Virgen de la Peña se realiza una pequeña peregrinación desde la capilla del barranco de Malpaso hasta la ermita de la Virgen en la Vega de Río Palmas.
El siglo XVII supuso la consolidación del lugar como núcleo poblacional, coincidiendo con el inicio de la decadencia de Betancuria, la antigua capital de la isla, que comienza a perder población a favor de los núcleos poblacionales vinculados a las zonas más productivas de Fuerteventura, manteniendo su carácter agrícola y ganadero hasta la actualidad.
Junto a esta localidad nos encontramos con uno de los pocos embalses de Fuerteventura, el de Las Peñitas.

## Fiestas
Se celebran anualmente en la localidad tres festividades importantes vinculadas a la Virgen de la Peña: La citada en la que se recuerda el hallazgo de la Virgen en Malpaso (18 de diciembre); La Peña Chica (5 de agosto); y la más importante, la festividad insular de la Virgen de la Peña (tercer sábado de septiembre). Durante esta última, peregrinan fieles desde todos los puntos de la isla para rendir tributo a la patrona majorera.

## Galería

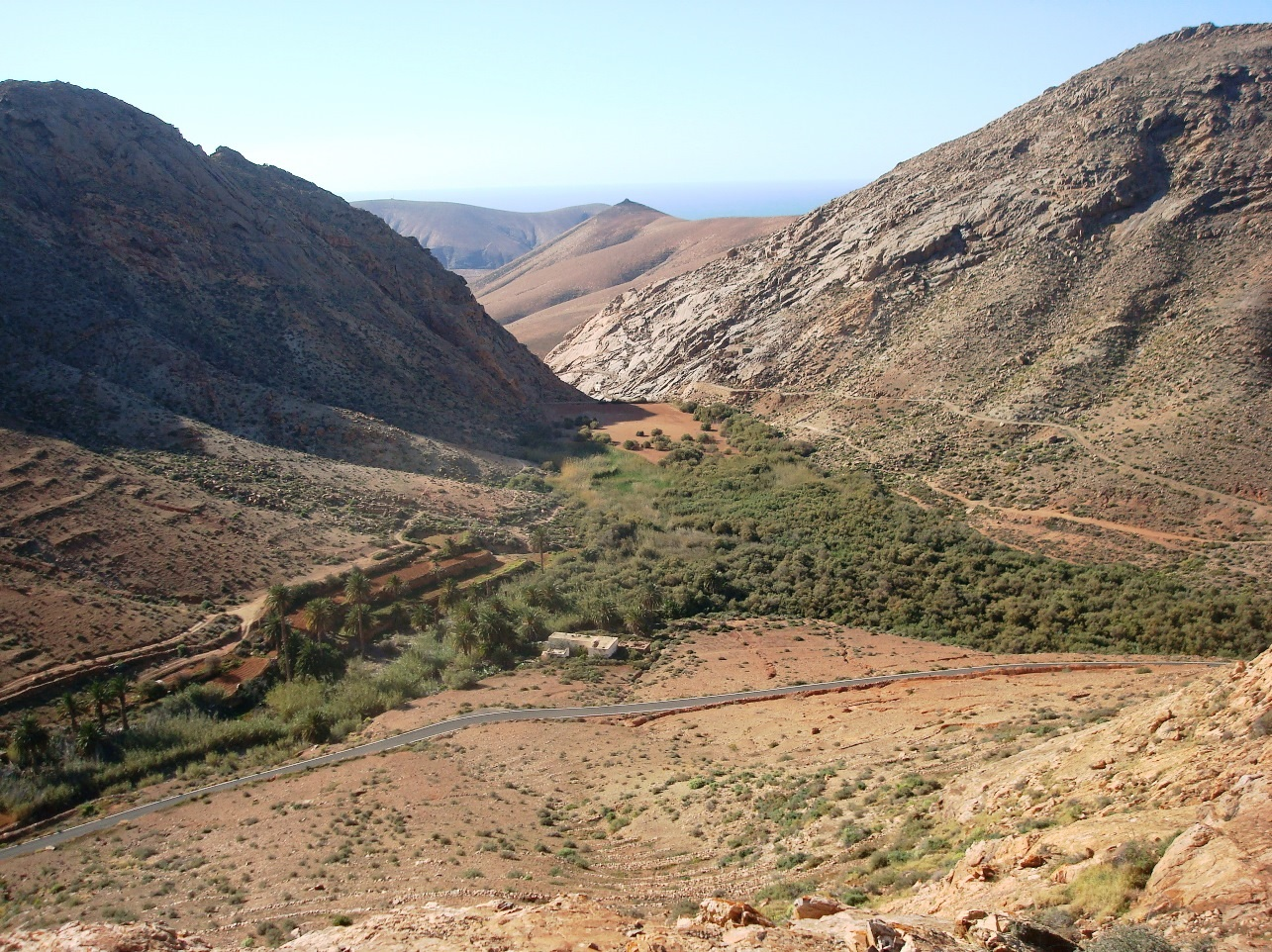
Embalse de Las Peñitas.
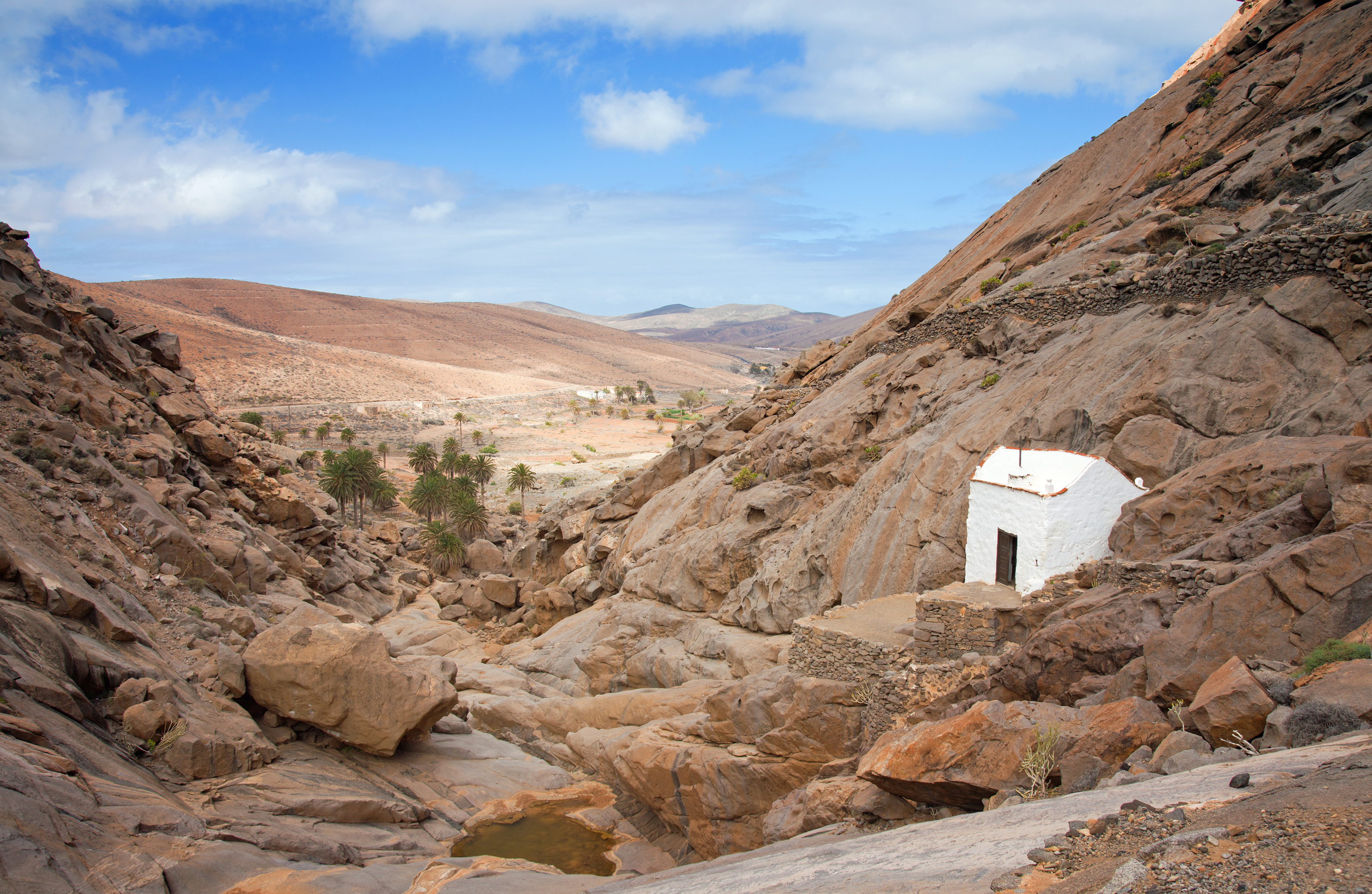
Capilla original de Nuestra Señora de la Peña en la ladera del barranco de Malpaso.
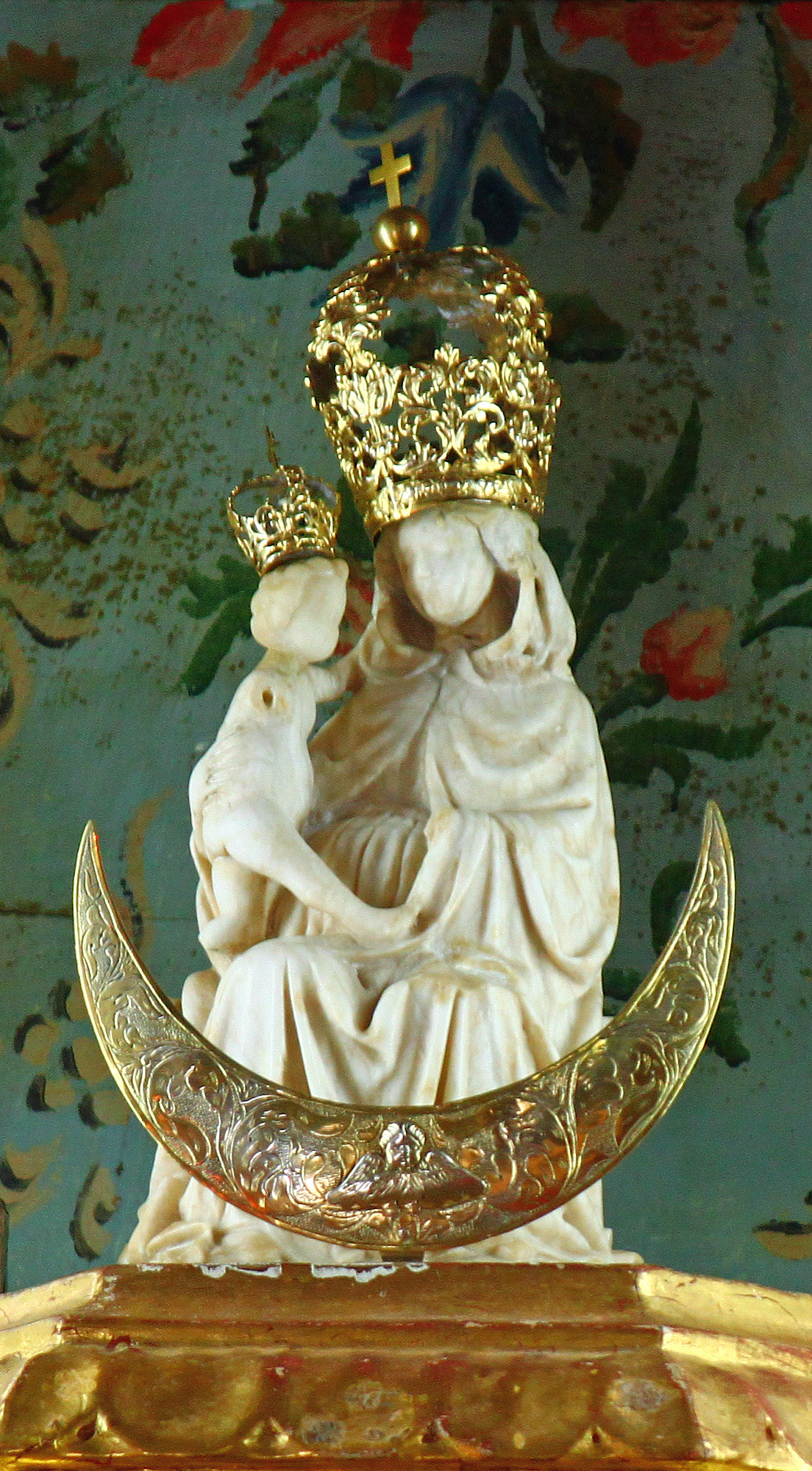
Imagen de la Virgen de la Peña, patrona de Fuerteventura.